# Motorola Charm
El Motorola Charm es un teléfono inteligente fabricado por Motorola. Fue lanzado exclusivamente en T-Mobile y el operador Telus. El Motorola Charm es el segundo teléfono que cuenta con la interfaz de usuario Motoblur actualizada para Android 2.1. Fue lanzado en agosto de 2010.